# International Society for the History of Rhetoric
The International Society for the History of Rhetoric är ett forskningssällskap som startades 1977 för att stödja studier och forskning i praktisk och teoretisk retorik. Man lägger också stor tyngdpunkt när det gäller kopplingen mellan retorik, poesi, litteraturvetenskap, filosofi, statsvetenskap, religionsvetenskap och juridik. Vartannat år hålls en konferens där forskare från hela världen samlas för att hålla föredrag och nätverka med andra forskare verksamma inom ämnet. Konferensen byter ort varje gång och hålls vid det universitet där sällskapets sittande ordförande är verksam. I juli 2017 hålls konferensen vid Queen Mary, University of London. 

## Språk
Tillåtna språk att föreläsa på är engelska, spanska, italienska, franska, tyska och latin.

## Tidigare konferenser
- 1977, Zürich, Schweiz
- 1979, Amsterdam, Nederländerna
- 1981, Madison, USA
- 1983, Florens, Italien
- 1985, Oxford, England
- 1987, Tours, Frankrike
- 1989, Göttingen, Tyskland
- 1991, Baltimore, USA
- 1993, Turin, Italien
- 1995, Edinburgh, Skottland
- 1997, Saskatoon, Kanada
- 1999, Amsterdam, Nederländerna
- 2001, Warszawa, Polen
- 2003, Madrid, Spanien
- 2005, Los Angeles, USA
- 2007, Strasbourg, Frankrike
- 2009, Montreal, Kanada
- 2011, Bologna, Italien
- 2013, Chicago, USA
- 2015, Tübingen, Tyskland